# 锡默尔贝格
锡默尔贝格是奥地利克恩顿州费尔德基兴县的一个市镇。总面积56.85平方公里，总人口2354人，人口密度41.4人/平方公里（2005年）。